# Thomas Arne
Thomas Augustine Arne (Londen, 12 maart 1710 – aldaar, 5 maart 1778) was een Britse componist, een voorname musicus van zijn tijd.
Arne is bekend door zijn compositie van de melodie van Rule Britannia dat aan het slot van het populaire BBC programma The last night of the Proms wordt uitgevoerd en meegezongen door het publiek.
Ook schreef hij de komische opera "Thomas and Sally" of "The Sailor's return" en was hij verantwoordelijk voor de herleving van de, nog altijd in Engeland populaire, The Beggar's Opera, van John Gay.